# Duszana Zdrawkowa
Duszana Zdrawkowa (bułg. Душана Здравкова; ur. 29 sierpnia 1953 w Orizare) – bułgarska prawnik i polityk, posłanka do Parlamentu Europejskiego (2007–2009).

## Życiorys
W 1977 ukończyła studia na Uniwersytecie Sofijskim im. św. Klemensa z Ochrydy, po czym pracowała jako prawnik w instytucie budowy statków w Warnie (do 1983) oraz spółce Interhotels (do 1986). Od 1986 do 1987 była sędzią sądu rejonowego w Warnie, a w latach 1987–1992 praktykowała w tym mieście jako adwokat. Od 1992 do 1998 przewodniczyła sądowi rejonowemu w Warnie. Następnie do 2004 kierowała sądem okręgowym.
W 1992 ukończyła Akademię Prawa Międzynarodowego w Dallas. Przez krótki okres wykładała prawo europejskie w T.M.C. Asser Instituut w Hadze (2000–2001). Od 2000 do 2007 zatrudniona jako wykładowca prawa europejskiego w Krajowym Instytucie Sprawiedliwości w Sofii.
Zasiadała w komisji ds. technologii informacyjnych i prawa Rady Europy jako ekspert (1993–1996), później była wiceprzewodniczącą (do 1998) i przewodniczącą (do 2000) komisji ekspertów.
W wyborach w 2007 została wybrana na eurodeputowaną z listy partii Obywatele na rzecz Europejskiego Rozwoju Bułgarii (GERB). W PE przystąpiła do frakcji Europejskiej Partii Ludowej i Europejskich Demokratów, była wiceprzewodniczącą Komisji Spraw Konstytucyjnych. W 2009 bez powodzenia ubiegała się o reelekcję.